# Lukácsy Béla
Lukácsy Béla (Nagybiccse, 1838. június 10. – Morvaszentjános, 1881. november 2.) római katolikus plébános, országgyűlési képviselő.

## Életpályája
A főgimnáziumot Nagyszombatban, a teológiát a bécsi egyetemen és magánúton végezte. 1861. július 28-án fölszenteltetett, majd káplán volt Márianosztrán és Morvaszentjánosban. 1866-ban ugyanitt az anabaptisták kurátusa lett. 1869. november 23-án a búrszentgyörgyi plébániát kapta, alesperes és 1872-75-ben valamint 1875-78-ban országgyűlési képviselő is volt.
Az Országgyűlés 1881. november 21-i ülésén jegyzőkönyvileg emlékezett meg november 2-án bekövetkezett haláláról.

## Művei
- Az állam és egyház közti viszony. Különös tekintettel Magyarországra. Egyházi beszéd, melyet szent István első apostoli magyar király nemzeti ünnepén Bécsben a tt. kapuczinus atyák templomában 1875. Kisasszony hava 22. mondott. Bpest, 1875
- Lukácsy Béla beszéde az országgyűlés ápr. 16. ülésén. Uo. 1880

Országgyűlési beszédei az 1872-75. és 1875-78. Naplókban találhatók.